# Championnats de Colombie de VTT
Les championnats de Colombie de VTT sont des compétitions ouvertes aux coureurs de nationalité colombienne. 

## Palmarès masculin

### Cross-country
| Année | Or                   | Argent               | Bronze               |
| ----- | -------------------- | -------------------- | -------------------- |
| 2004  | Gerardo Colimba      | Augustin Rodriguez   | Carlos Gonzalez      |
| 2005  | Hector Paez          | Jhonnatan Botero     | Hector Pinilla       |
| 2006  | Hector Paez          | Jhonnatan Botero     | Augustin Rodriguez   |
| 2007  | Hector Paez          | Jhonnatan Botero     | Fabio Castaneda      |
| 2009  | Hector Paez          | Fabio Castaneda      | Luis Mejía           |
| 2010  | Fabio Castaneda      | Luis Mejía           | Mario Rojas          |
| 2012  | Hector Paez          | Fabio Castaneda      | Mario Rojas          |
| 2013  | Fabio Castaneda      | Mario Rojas          | Diego Arias          |
| 2014  | Jhonnatan Botero     |                      |                      |
| 2015  | Jhonnatan Botero     |                      |                      |
| 2016  | Jhonnatan Botero     |                      |                      |
| 2017  | Fabio Castaneda      | Jaime Chia           | Hector Paez          |
| 2018  | Fabio Castaneda      | Jhonnatan Botero     | Juan Fernando Monroy |
| 2019  | Juan Fernando Monroy | Jhonnatan Botero     | Diyer Rincon         |
| 2020  | Fabio Castaneda      | Hilvar Malaver       | Juan Fernando Monroy |
| 2021  | Fabio Castaneda      | Juan Fernando Monroy | Wilby Sandoval       |
| 2022  | Fabio Castaneda      | Juan Fernando Monroy | Jhonnatan Botero     |
| 2023  | Diego Arias          | Ivan Lopez Castañeda | Hilvar Malaver       |
| 2024  | Jhonnatan Botero     | Juan Fernando Monroy | Ivan Lopez Castañeda |

### Cross-country short track
| Année | Or               | Argent               | Bronze            |
| ----- | ---------------- | -------------------- | ----------------- |
| 2024  | Jhonnatan Botero | Ivan Lopez Castañeda | Duvan Peña Franco |

### Cross-country marathon
| Année | Or          | Argent             | Bronze          |
| ----- | ----------- | ------------------ | --------------- |
| 2021  | Hector Paez | Jhonatan Cañaveral | Fabio Castaneda |

### Descente
| Année | Or                | Argent            | Bronze               |
| ----- | ----------------- | ----------------- | -------------------- |
| 2009  | Marcelo Gutierrez | Mauricio Estrada  | Andres Jaramillo     |
| 2010  | Marcelo Gutierrez | Mauricio Estrada  | Camilo Sanchez       |
| 2012  | Marcelo Gutierrez | John Posada       | Juan Franco          |
| 2013  | Jhony Betancurth  | Rafael Gutierrez  | Juan Franco          |
| 2016  | Marcelo Gutierrez | Rafael Gutierrez  | Steven Ceballos      |
| 2017  | Marcelo Gutierrez | Rafael Gutierrez  | Steven Ceballos      |
| 2018  | Marcelo Gutierrez | Steven Ceballos   | Jhony Betancurth     |
| 2019  | Marcelo Gutierrez | Rafael Gutierrez  | Steven Ceballos      |
| 2020  | Camilo Sanchez    | Rafael Gutierrez  | Diego Gómez          |
| 2021  | Camilo Sanchez    | Samuel Hernandez  | Juan Nunez Gomez     |
| 2022  | Juan Pardo        | Sergio Builes     | John Posada Colorado |
| 2023  | Juan Muñoz        | Sebastian Holguin | Camilo Sanchez       |
| 2024  | Sebastian Holguin | Juan Muñoz        | Steven Ceballos      |

## Palmarès féminin

### Cross-country
| Année | Or              | Argent           | Bronze            |
| ----- | --------------- | ---------------- | ----------------- |
| 2005  | Flor Delgadillo | Viviana Maya     | Olga Garcia       |
| 2007  | Viviana Maya    | Angela Parra     | Floriada Lopez    |
| 2009  | Angela Parra    | Viviana Maya     | Olga Garcia       |
| 2010  | Angela Parra    | Viviana Maya     |                   |
| 2012  | Viviana Maya    | Gloria Garzon    | Sandra Ospina     |
| 2013  | Angela Parra    | Valentina Abril  | Ashley Hinestroza |
| 2017  | Valentina Abril | Geilyn Pareja    | Flor Delgadillo   |
| 2018  | Valentina Abril | Yosiana Quintero | Sandra Ospina     |
| 2019  | Valentina Abril | Yosiana Quinter  | Monica Calderon   |
| 2020  | Leidy Mera      | Monica Calderon  | Gloria Garzon     |
| 2021  | Valentina Abril | Leidy Mera       | Diana Pinilla     |
| 2022  | Diana Pinilla   | Gloria Garzon    | Leidy Mera        |
| 2023  | Ana Roa Muñoz   | Gloria Garzon    | Yosiana Quintero  |
| 2024  | Diana Pinilla   | Ana Roa Muñoz    | Gloria Garzón     |

### Cross-country short track
| Année | Or            | Argent        | Bronze        |
| ----- | ------------- | ------------- | ------------- |
| 2024  | Gloria Garzón | Ana Roa Muñoz | Diana Pinilla |

### Cross-country marathon
| Année | Or              | Argent        | Bronze     |
| ----- | --------------- | ------------- | ---------- |
| 2021  | Monica Calderon | Diana Pinilla | Leidy Mera |

### Descente
| Année | Or               | Argent           | Bronze           |
| ----- | ---------------- | ---------------- | ---------------- |
| 2018  | Anna Gallego     | Maria Gomez      | Laura Guevara    |
| 2019  | Jineth Berdugo   | Valentina Roa    | Valentina Toro   |
| 2020  | Jineth Berdugo   | Valentina Garces | Maria Salgado    |
| 2021  | Jineth Berdugo   | Valentina Garces | Valentina Toro   |
| 2022  | Valentina Garces | Angelly Portilla | Jineth Berdugo   |
| 2023  | Valentina Roa    | Jineth Berdugo   | Valentina Garces |
| 2024  | Valentina Roa    | Jineth Berdugo   | Erika Guerrero   |